# Shaping
För andra betydelser, se Shaping (olika betydelser).
Shaping är en psykologisk term, huvudsakligen använd i behavioristisk psykologi och hunddressyr. Att förstärka gradvis närmande av ett beteende kallas för shaping (ibland stavat shejping) eller formning. Begreppet introducerades av B.F. Skinner. I många läroböcker är shaping definierat som ’’förstärkning av successivt närmande av det slutliga målet’’. Shaping används inom träning riktad både mot människor och djur.
Shaping innebär att tränaren förstärker beteenden som är i närheten av det önskade resultatet, och efter hand skärper kraven. Allteftersom träningen fortskrider slutar tränaren att förstärka beteenden som inte är tillräckligt nära målet. 
Exempel 1. Shaping av en råtta med målet är att råttan ska trycka ned en spak. 
1. att bara vända sig mot spaken förstärks
2. endast rörelse mot spaken förstärks
3. endast förflyttning tillräckligt nära spaken förstärks
4. endast beröring av spaken förstärks
5. endast beröring med en specificerad tass förstärks
6. endast delvis nedpressande av spaken förstärks
7. endast fullständigt nedpressande av spaken förstärks

Exempel 2. Shaping av en elev med målet att hålla tal inför klassen.
1. endast svar på frågor förstärks.
2. endast att läsa högt inför klassen förstärks
3. endast att stå framför klassen förstärks
4. endast att stå inför klassen och läsa högt förstärks
5. endast att hålla tal inför klassen förstärks

Tränaren börjar med att förstärka alla beteenden i den första kategorin, sedan begränsas förstärkningen till beteenden i den andra kategorin, och så vidare. Alltefter som träningen fortskrider blir beteendet mer och mer likt det önskade.
Kulmen av processen är att råttan trycker spaken oftare. I början är det inte sannolikt att råttan ska trycka ner spaken, enda möjligheten är att den trycker ner spaken av en slump. Genom shaping ökar sannolikheten.
När ett beteende är framshejpat vill man kanske fortsätta träningen med diskriminering -  förmågan att se skillnad på stimuli som är förstärkta och stimuli som inte är förstärkta. Till exempel att en hund sättande bara förstärks efter att den hört kommandot ”sitt”.
Man kan också fortsätta träningen med generalisering – förmågan att utföra det inlärda beteendet i olika situationer. Till exempel att kommandot ”sitt” inte bara förstärks på lydnadsplanen utan också på stadspromenaden, i köket, osv.
Korrekt utförd shaping innefattar flera saker:
- En kontinuerlig anpassning av svårighetsnivån så att eleven lyckas åstadkomma en förstärkning relativt ofta.
- Sätt ett mål i taget.
- Omedelbar förstärkning (vilken kan levereras i form av feedback eller en betingad förstärkare).
- Undvikande av bestraffning (då detta bland annat försämrar uppmärksamheten hos eleven).
- Utlova inte belöningar i förväg.
- Planera efterföljande steg i shapingsekvensen i förväg.
- Om beteendet försämras, sänk svårighetsnivån.